# Da me a te
Da me a te è un EP di Claudio Baglioni pubblicato il 25 maggio 1998 per la CBS.
Nel 1998 la FIGC commissionò al cantautore un inno per il centenario, Da me a te, che fu presentato a Parma in occasione dell'amichevole Italia-Paraguay.
Il disco è un EP contenente varie versioni del brano inno, uscito in allegato insieme al Corriere della sera in occasione dell'inizio dei Mondiali di Calcio 1998.

Baglioni nel 1998

## Tracce
1. Inno
2. Canzone - Da me a te
3. Pastorale
4. Etnica
5. Corale - Alé-oò (1981-1998)
6. Strumentale
7. Metallica
8. Ballata - Un azzurro lungo un sogno
9. Sinfonica
10. Parlato - Prima del calcio di rigore
11. Canto
12. Marcia